# パンツァーファウスト44
パンツァーファウスト44 ランツェ（ドイツ語: Panzerfaust 44 Lanze、以後PzF 44と表記）は、1960年代に西ドイツが開発した対戦車ロケット弾発射機である。愛称のランツェは、武器の槍を意味する。

## 概要
PzF 44は、ドイツ陸軍歩兵部隊にバズーカの後継として配備された。
大まかな形状は、オリジナルのパンツァーファウストに似ているが、フォアグリップやバットストック、照準用光学スコープなどが追加され、肩に乗せて構えるように変更されている。光学スコープが使えない場合の補助用に、折りたたみ式の照星と照門も備える。
発射機構も、パンツァーファウストが火薬ガスの圧力のみで弾頭を発射する無反動砲だったのに対して、PzF 44は無反動砲として弾頭を発射した直後に弾頭のロケットブースターに点火して加速するという、RPG-7に似た方式になっている。
PzF 44の構造上の特徴として、弾頭の発射薬へ点火するために、小型空包が別途必要となる。グリップ内部には自動拳銃のものに似た弾倉があり、ここに空包を収納する。空包はボルトアクション式に装填する。
PzF 44の弾頭は直径67mm、重量1.5kgの成形炸薬弾で、370mmの均質圧延鋼装甲を貫通することができる。
ドイツ連邦軍がカールグスタフを「重パンツァーファウスト」（schwere Panzerfaust）として採用した際、PzF 44は「軽パンツァーファウスト」（leichte Panzerfaust）へと名称変更された。1980年代に新型のパンツァーファウスト3が導入されて以降、PzF 44は第一線部隊から順次引き揚げられ、現在では退役している。